# Fabulácskahírek
A Fabulácskahírek (Fabeltjeskrant) egy mindennap visszatérő rövid adás volt a gyerekek lefekvése előtti időben a holland televízióban, ami a Nagy Állatkertben történő eseményekről szólt. Bagoly úr (Jacob) olvasta fel a híreket. Flandriában is egy egész nemzedék nőtt fel Bagoly úr szárnyai alatt: „Bagoly úr …tényleg igaz? Tényleg igaz!” 2005-ben ezt a programot a valaha volt legjobb programnak választották meg.

## Az első sorozat
A Fabulácskahíreket Leen Valkenier találta ki, a programot pedig Thijs Chanowski gyártásvezető hozta létre. Az első bábokat Joke Aletrino keszítette saját kezűleg. A Fabulácskahíreket először 1968. szeptember 29-én sugározták. Az első fabulákat és szereplőket La Fontaine meséi ihlették, de a program hamarosan a „valós életre” kezdett hasonlítani. A sorozat első négy évében a Fabulácskahírek lett a legtöbbet nézett program. A nézők száma egy és két millió között volt naponta. A Fabulácskahírek lefordított változata Hollandián kívül is nagyon népszerű volt.
Első látásra a program az óvodásoknak készült, de sok felnőtt számára is élvezetessé tették a programot a különböző helyi politikára utaló célzások: mint például amikor Joop den Uyl (szó szerint: Joop, a bagoly) volt Hollandia miniszterelnöke, akkor a Fabulácskahírekben Bagoly úr olvasta fel a híreket, ami ugyancsak megnevetette az embereket. Négy év és 1041 epizód után, 1973-ban ért véget a Fabulácskahírek.

## A második sorozat
1985-ben Loek de Levita gyártásvezető egy új sorozat részeit gyártatta le, ami rögtön nagy sikert aratott. Megint Leen Valkenier gondolta ki a sorozatot. Időközben Hollandia megváltozott, multikulturális társadalom lett, amit az új sorozatban is láthatunk, amelyben sok egzotikus állat jelenik meg. Ezek az állatok a Harmadik erdőből (érsd: a harmadik világból) érkeznek a nagyerdőbe, és mindegyiknek megvan a saját problémája.